# Crypsicometa ochracea
Crypsicometa ochracea är en fjärilsart som beskrevs av Inoue 1971. Crypsicometa ochracea ingår i släktet Crypsicometa och familjen mätare. Inga underarter finns listade i Catalogue of Life.